# Ликата
Лика̀та (на италиански и на сицилиански Licata) е пристанищен град и община в Южна Италия, провинция Агридженто, автономен регион и остров Сицилия. Разположен е на южния бряг на острова на Средиземно море. Населението на общината е 38 043 души (към 2013 г.).